# Diorhabda inconspicua
Diorhabda inconspicua es una especie de insecto coleóptero de la familia Chrysomelidae.
Habita en las islas Tanimbar (Indonesia).